# Cantone di Siquirres
Il cantone di Siquirres è un cantone della Costa Rica facente parte della provincia di Limón.

## Geografia antropica

### Suddivisioni amministrative
Il cantone  è suddiviso in 6 distretti:
- Alegría
- Cairo
- Florida
- Germania
- Pacuarito
- Siquirres